# ليوناتوس
ليوناتوس (باليونانية: :Λεοννάτος)‏ (ولد 356 - توفي 322 ق م) كان ضابطاً مقدونيا خدم عند الإسكندر الأكبر وأحد خلفائه الذين أطلق عليهم ملوك طوائف الإسكندر.
وقد كان عضوا في العائلة المالكة من إقليم لينكستيس en، وهي مملكة صغيرة ضمت إلى مقدونيا من قبل الملك فيليب الثاني المقدوني. كان ليوناتوس في نفس عمر الاسكندر وكان قريبا جدا له. وفي وقت لاحق، كان واحدا من حرسه الشخصيين السبعة أو من يسمون بـ سوماتوفايلاكيس - somatophylakes. وبعد وفاة الإسكندر في عام 323 ق م، أمر وصي العرش، بيرديكاس بأن يعين ليوناتوس مرزباناً على فريجيا الهلسبونتية.
قامت شقيقة الإسكندر، كليوباترا، أرملة الملك الإسكندر الأول ملك إبيروس بتقديم يدها للزواج من ليوناتوس. وعندما سمع الأثينيون عن موت الإسكندر قاموا بالتمرد ضد مقدونيا ووصي عرشها الجديد أنتيباتر . فقام ليوناتوس على رأس جيش مكون من 20,000 راجل يدعمهم 1500 فارس لإدراك أنتيباتر المحاصر في لاميا (انظر الحرب اللمومية). ويحتمل أن تدخله في ذلك اليوم كان لكي يلبي طموحه الشخصي في اغتصاب العرش من قبضة أنتيباتر. وقد أيقن أن الانتصار في المعركة ضد الأثينيين سيعزز من مطلبه في حيازة السلطة. إلا أن ليوناتوس قُتل في معركة ذلك اليوم في مواجهة الأثينيين فلم يكتمل اقترانه بـ كليوبترا.